# La Voz de Galicia (1915)
La Voz de Galicia fue una revista que se editó en La Habana en 1915.

## Historia y características
Revista mensual que apareció en 1915. Dirigida por Francisco García Martínez, desapareció al poco tiempo de nacer.